# Gunther Plüschow (Schiff)
Die Gunther Plüschow, ex Krischan II, war ein Flugsicherungsschiff der deutschen Luftwaffe. Sie war benannt nach dem Marineflieger und Flugpionier Gunther Plüschow (1886–1931).

## Kontext
Mit dem Ausbau der Luftwaffe nach dem Beginn der nationalsozialistischen Herrschaft in Deutschland begann auch die Einrichtung eines leistungsfähigen Luftwaffen-Seenotdienstes, der mit entsprechend ausgerüsteten Booten und Schiffen auszustatten war. Das erste zu diesem Zweck gebaute sogenannte Flugsicherungsschiff war die Krischan, ein kleines Motorschiff von 196 Tonnen. Auf die Krischan folgten im Jahre 1935 zwei weitere Schiffe ähnlichen Typs, jedoch jeweils erheblich größer als das vorhergegangene, die 375 t große Gunther Plüschow und die 880 t große Bernhard von Tschirschky; die beiden wurden zunächst auch als Krischan II und Krischan III bezeichnet und, obwohl es sich nicht um Schwesterschiffe handelte, zusammen mit ihrer Vorgängerin als allgemein der Krischan-Klasse zugehörig betrachtet.

## Bau und Technische Daten
Die Krischan II (Flugsicherungsschiff K II) lief, mit der Baunummer 682, am 17. Januar 1935 bei der Norderwerft Köser & Meyer in Hamburg vom Stapel. Nach Beendigung der Probefahrten wurde sie am 10. März 1935 vom Reichsluftfahrtministerium übernommen und beim Luftkreiskommando VI (See) in Dienst gestellt. Am 13. August 1936 erhielt das Schiff den Namen Gunther Plüschow.
Das Schiff war 53,75 Meter lang (51,0 m in der Wasserlinie) und 8,3 m breit, hatte 2,65 m Tiefgang, und verdrängte 375 Tonnen. Seine zwei 10-Zylinder-4-Takt-MAN-Dieselmotoren mit zusammen 3200 PSe ermöglichten ihm über zwei Wellen eine Höchstgeschwindigkeit von 19 Knoten (ohne Flugzeugbeladung). Der Treibstoffvorrat betrug 50 t, was einen Fahrbereich von bis zu 1500 Seemeilen ermöglichte. Während die Krischan noch mit zwei herkömmlichen Ladebäumen mit je 4 t Hebekraft ausgestattet war, hatte die Gunther Plüschow einen feststehenden, drehbaren Kampnagel-Flugzeughebekran mit 10 t Hebekraft am Vorderende des achtern befindlichen langen Arbeitsdecks. Damit konnten Flugzeuge an Deck genommen und dort gewartet bzw. transportiert werden. Mittels einer Winde konnte es über eine Slipbahn am Heck Flugzeuge bis zur Größe einer Arado Ar 196 an Bord nehmen. Auf dem Achterdeck war Platz für zwei Flugzeuge der Typen Heinkel He 60, Heinkel He 114 oder Ar 196, die dort gewartet bzw. transportiert werden konnten. Das Schiff war mit einem 3,7-cm-Geschütz bewaffnet und hatte eine Besatzung von 2 Offizieren und 28 Mann.

## Schicksal
Ihre ersten Einsätze fuhr die Krischan II, zunächst als Behördenfahrzeug mit schwarzem Rumpf und hellgrauen Aufbauten, von List auf Sylt aus. Ab Mai 1936 wurde sie dem Seenotbereich der Luftwaffe unterstellt und bekam nun die Farbgebung der Kriegsmarine, und im August 1936 erfolgte ihre Umbenennung in Gunther Plüschow. Im Juli 1937 wurde die Gunther Plüschow der Seenotbezirkstelle (SNB) Norderney zugeteilt und in Borkum stationiert. Am 31. August 1939 wurde sie in Vorbereitung auf den Überfall auf Polen in die Ostsee zur SNB Bug auf Rügen verlegt. Ab Juli 1941 – nach dem Beginn des deutschen Angriffs auf die Sowjetunion – unterstand sie dem Seenotdienstführer 1 (SNDF 1) in Pillau. Im Dezember 1941 wurde sie dem SNDF Mitte zugewiesen und in Thisted am Limfjord in Norddänemark, ab April 1942 in Vesterø Havn auf der Insel Læsø im nördlichen Kattegat stationiert.
Im August 1944 wurde die Gunther Plüschow zusammen mit den Flugsicherungsschiffen Boelcke, Greif und Hans Albrecht Wedel der neu gebildeten und bis zum Kriegsende bestehenden Seenotgruppe 81 in Bug auf Rügen unterstellt, deren Einheiten ab Oktober 1944 bei der Räumung von Memel und dann beim Unternehmen Hannibal, der Evakuierung deutscher Flüchtlinge und Soldaten aus Ostpreußen, eingesetzt wurden. Bei jeder Fahrt wurden Verwundete und Flüchtlinge evakuiert; bei der Rückfahrt wurden dann Munition und Treibstoff für die noch kämpfenden Truppen mitgenommen.
Nach dem Ende des Kriegs wurde die Gunther Plüschow als Kriegsbeute der Sowjetunion zugesprochen. Ab 1946 war sie als Bergungsschiff Kodor in der Schwarzmeerflotte in Dienst. Ab März 1947 diente sie als Schwimmkran Prut. Das alte Schiff wurde 1978 ausgesondert und verschrottet.